# Анатолій Затін

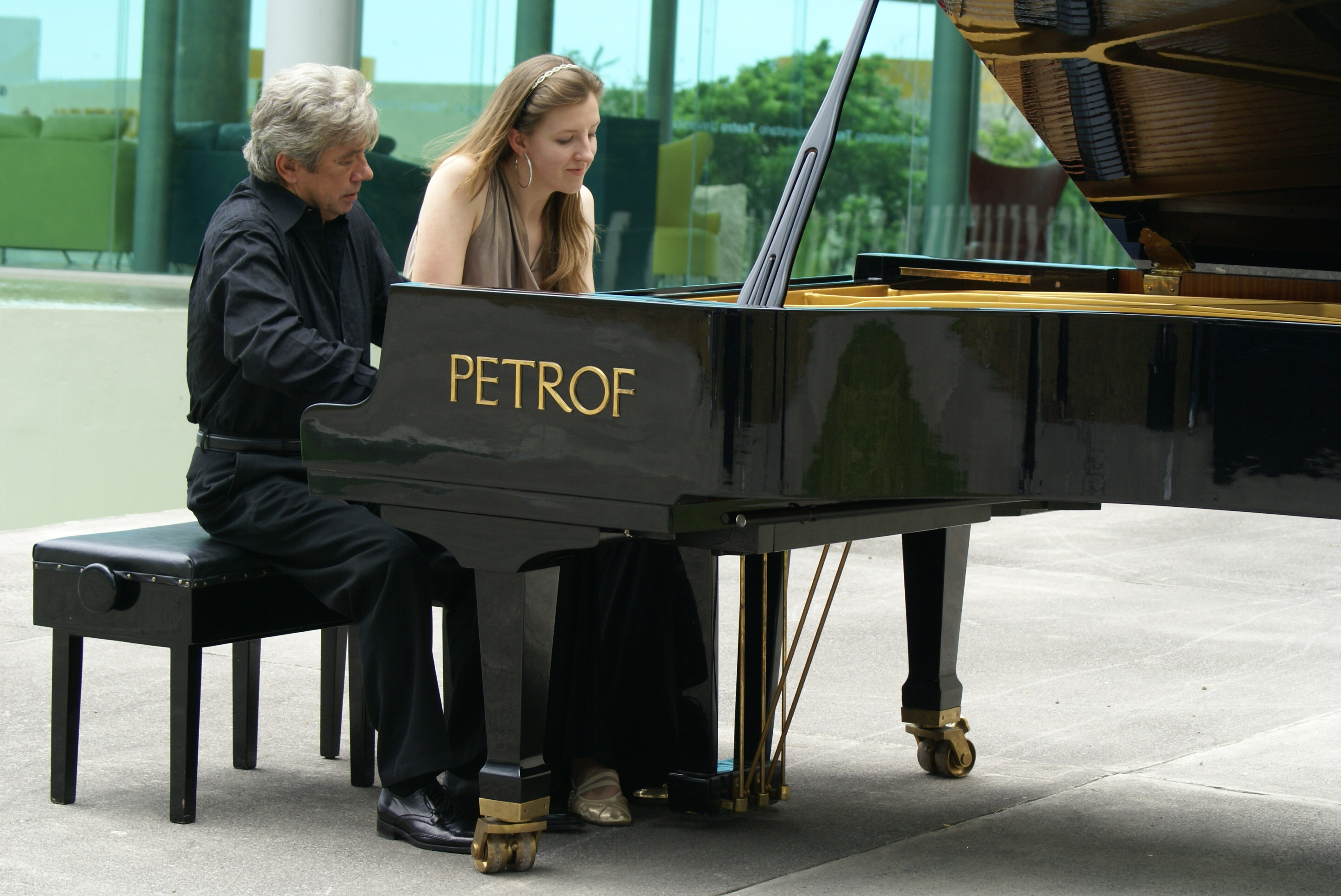
Анатолій Затін і Влада Васильєва

Анатолій Борисович Затін (Anatoly Zatin, Anatoli Zatine; нар. 23 березня 1954, Ужгород, Закарпатська область, Українська РСР, СРСР) — композитор, піаніст, диригент, педагог. Народився в СРСР, отримав мексиканське громадянство в 1996 році.

## Освіта
Народився 1954 року в сім'ї музикантів, почав навчатися музиці в три роки. У 1968 році зайняв перше місце на конкурсі молодих композиторів і піаністів в Києві. Закінчив Ленінградську державну консерваторію по класу композиції та оркестрового диригування (1977), фортепіано (в 1979 р.), аспірантуру по класу композиції (у 1983 р.). В консерваторії навчався композиції у Сергія Слонімського, оркестровому диригуванню у Равіля Мартинова [Архівовано 15 серпня 2017 у Wayback Machine.] і Олександра Лукашавичуса (учні Іллі Мусіна), фортепіано у Юрія Ананьєва (асистент Генріха Нейгауза), Павла Серебрякова і О. Логовинського. Дебютував як диригент з Ленінградським філармонічним оркестром під керівництвом свого наставника Євгена Мравінського.

## Професійна діяльність
У 1979 році Анатолій Затін вступив до Спілки композиторів СРСР. Працював у Ленінградському музичному училищі імені Модеста Мусоргського, після закінчення навчання викладав композицію, оркестрування і камерну музику в Ленінградській державній консерваторії (1981—1983). У 1979 році здобув другу премію на конкурсі імені С. Прокоф'єва в Ленінграді.
У 1990 році був нагороджений Почесною медаллю ЮНІСЕФ за свою діяльність як піаніст і диригент. У той час гастролював по Україні, Росії, Китаю, Північної Кореї, Південної Кореї, Японії, Великій Британії, Фінляндії, Норвегії, Швеції, Естонії, Угорщині та Італії. У 1980-ті роки робив записи з Ленінградським філармонічним оркестром для «Мелодії» і Центрального радіо СРСР. Спільно з Валерієм Семенівським написав вистави для музичного театру «Безтурботний громадянин» (1985), «Кошмарні сновидіння Херсонської губернії» (1987). У 1990—1992 роках працював художнім керівником і головним диригентом Єкатеринбурзького театру музичної комедії і камерного оркестру B-A-C-H.
З 1992 року Анатолій Затін влаштувався в Мексиці. Викладав в Університеті Гвадалахари в 1992—2001 роках, у 1996 році заснував власну музичну академію AIMAZ в Гвадалахарі, штат Халіско. З 2001 року є професором Університету Коліма, де в 2001—2011 роках керував музичним факультетом, а в 2011—2016 рр. — працював деканом Інституту образотворчих мистецтв (IUBA).
У 2003 році заснував фортепіанний дует Duo Petrof разом зі своєю ученицею, піаністкою Владою Васильєвою. В 2008 році отримав звання Артиста Петроф. Нагороджений Медаллю Моцарта 2015 за внесок у розвиток музичного мистецтва.
За багато років творчої діяльності співпрацював з такими музикантами як Тимофій Докшицер, Віталій Буяновський, Володимир Кафельников, Оноре Дзараллі, Равіль Мартинов, Володимир Віардо, Дмитро Башкіров, Жан Дубе.

## Твори
Концерти:
- Потрійний концерт для валторни, труби, фортепіано з оркестром (1979)
- Подвійний концерт для флейти, клавесина і оркестру (1983)
- Подвійний концерт для труби, фортепіано і струнних (1986)[3]
- Рапсодія для фортепіано з оркестром на теми Ніно Рота (1988)[4]

Опери / Мюзикли:
- Безтурботний Громадянин [Архівовано 13 серпня 2020 у Wayback Machine.]: Музичні сцени (1985)
- Кошмарні Сновидіння в Херсонській Губернії: Opera Buffa (1987)
- Кохання до гробу: Музичний спектакль (1990)

Балети:
- Вождь Червоношкірих
- Фея

Фортепіано:
- три п'єси: інвенція, траурна музика, танець (1972)
- Варіації для фортепіано (1973)
- Соната № 1 (1977)
- Соната № 2 «Тіні» (1981)
- «Паганіні» Фантазія в 6-ти етюдах (1987)
- Поема (2006)

Симфонічні твори:
- Музика для оркестру (1974)
- Концерт для оркестру (1976)
- Симфонія (1977)

Камерна музика / ансамблі:
- «Величальна» для ансамблю віолончелістів (1982)
- Три танцю, для ансамблю віолончелістів (1982)
- «Присвята» для ансамблю скрипалів (1983)
- Соната для валторни і фортепіано (1983)
- Соната для альта і фортепіано (1983)
- Полька для фортепіано в 4 руки і свистка (версія для струнного квінтету і фортепіано в 4 руки) (2000)
- Сюїта з балету Сергія Слонімського «Ікар» для 2-х фортепіано (2008)
- Харабе Тапатіо для двох фортепіано (2010)
- Гексамерон: обробка для двох фортепіано в 12 рук (2011)
- Картинки з виставки: версія для 2-х фортепіано (2019)
- Танець золотої змії, для 2-х фортепіано (2019)

Вокальна музика:
- Веселі Історії: Кантата для дитячого хору (1984)[5]

Кіно / телебачення:
- Повітряний хоровод, реж. В. Трахтенгерц (1985)
- Водна фантазія, реж. В. Трахтенгерц (1986)
- Небезпечна людина (В. Шадхан, 1988)
- Abril, el mes más cruel / « Квітень, самий жорстокий місяць» (Борис Гольденбланк, Мексика, 1993)[6]

Твори для інших інструментів:
- три етюди для віолончелі (1984)